# Les Abymes
Les Abymes, llamada en criollo Zabim, o Zabym es una comuna francesa situada en el departamento de Guadalupe, de la región de Guadalupe. 
Es la comuna más grande del departamento de ultramar francés de Guadalupe y forma parte del área metropolitana de Pointe-à-Pitre, la conurbación más grande de Guadalupe. 
El Aeropuerto Internacional de Pointe-à-Pitre y la sede de Air Caraïbes está situado en Les Abymes.
El gentilicio francés de sus habitantes es Abymiens y Abymiennes.

## Situación
La comuna está situada en el oeste de la isla guadalupana de Grande-Terre.

## Barrios y/o aldeas
Bauzon, Baimbridge, Bazin, Beau-Soleil, Besson, Boisripeaux, Boissard, Boisvin, Boisvinière, Boricaud, Bouliqui, Caduc, Caraque, Céligny, Chauvel, Chazeau, Coma, David, Deravinières, Dothémare, Doubs, Dugazon, Gaoza, Grand-Camp, Lacroix, Léonie, Le Raizet, Masselas, Morne-Flory, Nérée, Pagès, Palais-Royal, Papin, Petit-Pérou, Pointe-d'Or, Providence y Quattre-Chemins.

## Demografía
| Gráfica de evolución demográfica de Les Abymes entre 1961 y 2017 |
|                                                                  |

Fuente: Insee

## Clima
| Parámetros climáticos promedio de Aeropuerto Internacional de Pointe-à-Pitre (1981–2010) | Parámetros climáticos promedio de Aeropuerto Internacional de Pointe-à-Pitre (1981–2010) | Parámetros climáticos promedio de Aeropuerto Internacional de Pointe-à-Pitre (1981–2010) | Parámetros climáticos promedio de Aeropuerto Internacional de Pointe-à-Pitre (1981–2010) | Parámetros climáticos promedio de Aeropuerto Internacional de Pointe-à-Pitre (1981–2010) | Parámetros climáticos promedio de Aeropuerto Internacional de Pointe-à-Pitre (1981–2010) | Parámetros climáticos promedio de Aeropuerto Internacional de Pointe-à-Pitre (1981–2010) | Parámetros climáticos promedio de Aeropuerto Internacional de Pointe-à-Pitre (1981–2010) | Parámetros climáticos promedio de Aeropuerto Internacional de Pointe-à-Pitre (1981–2010) | Parámetros climáticos promedio de Aeropuerto Internacional de Pointe-à-Pitre (1981–2010) | Parámetros climáticos promedio de Aeropuerto Internacional de Pointe-à-Pitre (1981–2010) | Parámetros climáticos promedio de Aeropuerto Internacional de Pointe-à-Pitre (1981–2010) | Parámetros climáticos promedio de Aeropuerto Internacional de Pointe-à-Pitre (1981–2010) | Parámetros climáticos promedio de Aeropuerto Internacional de Pointe-à-Pitre (1981–2010) |
| Mes                                                                                      | Ene.                                                                                     | Feb.                                                                                     | Mar.                                                                                     | Abr.                                                                                     | May.                                                                                     | Jun.                                                                                     | Jul.                                                                                     | Ago.                                                                                     | Sep.                                                                                     | Oct.                                                                                     | Nov.                                                                                     | Dic.                                                                                     | Anual                                                                                    |
| ---------------------------------------------------------------------------------------- | ---------------------------------------------------------------------------------------- | ---------------------------------------------------------------------------------------- | ---------------------------------------------------------------------------------------- | ---------------------------------------------------------------------------------------- | ---------------------------------------------------------------------------------------- | ---------------------------------------------------------------------------------------- | ---------------------------------------------------------------------------------------- | ---------------------------------------------------------------------------------------- | ---------------------------------------------------------------------------------------- | ---------------------------------------------------------------------------------------- | ---------------------------------------------------------------------------------------- | ---------------------------------------------------------------------------------------- | ---------------------------------------------------------------------------------------- |
| Temp. máx. abs. (°C)                                                                     | 31.8                                                                                     | 32.1                                                                                     | 32.8                                                                                     | 33.3                                                                                     | 33.3                                                                                     | 33.4                                                                                     | 34.2                                                                                     | 34.2                                                                                     | 34.1                                                                                     | 34.1                                                                                     | 33.4                                                                                     | 32.4                                                                                     | 34.2                                                                                     |
| Temp. máx. media (°C)                                                                    | 29.2                                                                                     | 29.2                                                                                     | 29.7                                                                                     | 30.3                                                                                     | 30.9                                                                                     | 31.4                                                                                     | 31.6                                                                                     | 31.9                                                                                     | 31.7                                                                                     | 31.3                                                                                     | 30.5                                                                                     | 29.7                                                                                     | 30.6                                                                                     |
| Temp. media (°C)                                                                         | 24.9                                                                                     | 24.9                                                                                     | 25.3                                                                                     | 26.3                                                                                     | 27.2                                                                                     | 27.9                                                                                     | 28.0                                                                                     | 28.0                                                                                     | 27.8                                                                                     | 27.3                                                                                     | 26.5                                                                                     | 25.5                                                                                     | 26.6                                                                                     |
| Temp. mín. media (°C)                                                                    | 20.7                                                                                     | 20.6                                                                                     | 21.0                                                                                     | 22.2                                                                                     | 23.6                                                                                     | 24.3                                                                                     | 24.3                                                                                     | 24.1                                                                                     | 23.8                                                                                     | 23.3                                                                                     | 22.4                                                                                     | 21.3                                                                                     | 22.6                                                                                     |
| Temp. mín. abs. (°C)                                                                     | 13.5                                                                                     | 13.0                                                                                     | 13.9                                                                                     | 15.8                                                                                     | 16.4                                                                                     | 18.9                                                                                     | 19.6                                                                                     | 19.8                                                                                     | 19.5                                                                                     | 19.0                                                                                     | 16.8                                                                                     | 14.4                                                                                     | 13.0                                                                                     |
| Lluvias (mm)                                                                             | 83.0                                                                                     | 60.0                                                                                     | 67.9                                                                                     | 96.5                                                                                     | 134.1                                                                                    | 107.8                                                                                    | 129.6                                                                                    | 169.1                                                                                    | 206.2                                                                                    | 214.5                                                                                    | 213.9                                                                                    | 134.0                                                                                    | 1616.6                                                                                   |
| Días de lluvias (≥ 1 mm)                                                                 | 15.8                                                                                     | 12.3                                                                                     | 11.1                                                                                     | 10.7                                                                                     | 13.1                                                                                     | 13.2                                                                                     | 15.2                                                                                     | 16.4                                                                                     | 16.3                                                                                     | 17.5                                                                                     | 17.4                                                                                     | 16.5                                                                                     | 175.5                                                                                    |
| Horas de sol                                                                             | 193.1                                                                                    | 183.8                                                                                    | 212.7                                                                                    | 208.8                                                                                    | 213.6                                                                                    | 202.0                                                                                    | 202.4                                                                                    | 221.5                                                                                    | 200.1                                                                                    | 182.1                                                                                    | 176.2                                                                                    | 187.6                                                                                    | 2383.8                                                                                   |
| Fuente: Météo-France                                                                     |                                                                                          |                                                                                          |                                                                                          |                                                                                          |                                                                                          |                                                                                          |                                                                                          |                                                                                          |                                                                                          |                                                                                          |                                                                                          |                                                                                          |                                                                                          |

## Comunas limítrofes
| Noroeste: Bahía de Gran Cul-de-Sac marino             | Norte: Bahía de Gran Cul-de-Sac marino | Noreste: Morne-à-l'Eau           |
| Oeste: Bahía de Gran Cul-de-Sac marino y Baie-Mahault |                                        | Este: Le Moule                   |
| Suroeste Baie-Mahault                                 | Sur: Pointe-à-Pitre                    | Sureste: Le Gosier y Sainte-Anne |

## Ciudades hermanadas
- Créteil,  Francia
- Boucherville,  Canadá